# Charles Glover Barkla
Charles Glover Barkla (Widnes, 7 juni 1877 – Edinburgh, 23 oktober 1944) was een Brits natuurkundige. In 1917 won hij de Nobelprijs voor Natuurkunde voor zijn ontdekking van de karakteristieke röntgenstraling van de elementen.

## Opleiding en loopbaan
Charles werd geboren in Widnes, graafschap Lancashire, als zoon van John Martin en Sarah Glover Barkla. Hij ging naar school op het Liverpool Institute for Boys, een gereputeerde grammar school (vergelijkbaar met gymnasium) voor jongens. Hij studeerde vervolgens vanaf 1894 wiskunde en natuurkunde aan de universiteit van Liverpool, onder leiding van Oliver Lodge. In 1899 haalde hij zijn Masterdiploma en vervolgens vertrok hij naar Cambridge om daar met J.J. Thomson te werken in het Cavendish-laboratorium. 
Na posities in King's college en als Oliver Lodge fellow aan de universiteit van Liverpool, kreeg hij in 1909 zijn eerste professorschap aan de Universiteit van Londen. Vandaar vertrok hij in 1913 naar Edinburgh, waar hij hoofd van de faculteit natuurfilosofie werd, een positie die hij tot aan zijn dood vervulde.

## Wetenschappelijk werk
Barkla's eerste onderzoek ging over de snelheid van elektromagnetische golven door draden, maar vanaf 1902 concentreerde hij zich vrijwel volledig op röntgenstraling. In 1904 bewees hij dat röntgenstraling een vorm van elektromagnetische straling is en in 1906 bepaalden hij en C.A. Sandler met behulp van deze straling het aantal elektronen in het koolstofatoom. Rond dezelfde tijd slaagde Barkla erin röntgenstraling te polariseren. Dit was een belangrijk resultaat, omdat het aantoonde dat de nieuwe stralen vergelijkbaar waren met licht. 
Het werk dat Barkla de Nobelprijs opleverde ging over een verschijnsel dat optreedt wanneer stoffen worden bestraald met röntgenstraling. De straling wordt dan verstrooid, maar het blijkt dat er ook een vorm van fluorescentie optreedt. Sommige van de elektronen worden uit de binnenste schillen van de bestraalde atomen gestoten en wanneer de ontstane gaten vervolgens worden opgevuld doordat hoger gelegen elektronen naar de atoomkern toevallen, wordt nieuwe röntgenstraling uitgezonden, nu bij frequenties die karakteristiek zijn voor de bestraalde atomen. Het maakt hierbij weinig uit hoe de atomen precies aan elkaar gebonden zijn, wat een aanwijzing is, dat het inderdaad gaat om elektronen in de binnenste schillen, die niet bij de bindingen tussen de atomen betrokken zijn. Deze karakteristieke straling ontdekte Barkla, weer samen met Sadler, in 1909. Barkla is hiermee de vader van de röntgenspectroscopie.

## Persoonlijk
Barkla's vader was secretaris van een chemiebedrijf. Charles' voornaamste hobby was zingen. Hij was bariton en in 1901 en 1902 was hij lid van het koor van King's College in Cambridge. Charles trouwde in 1907 met Mary Esther Douglas en ze kregen twee zonen en een dochter. Hun jongste zoon, Michael, was tijdens de Tweede Wereldoorlog officier in de RAF en sneuvelde in 1943. Charles Barkla stierf thuis in Edinburgh, in 1944.